# パーカー・ボーン三世
パーカー・モース・ボーン三世（Parker Morse Bohn III, 1963年7月13日 - ）は、アメリカ合衆国のプロボウラー。左利きが特徴で日本のテレビドラマにもゲスト出演したことのある選手である。

## 略歴
ニュージャージー州ジャクソン郡区在住。1984年から全米プロボウラーズ協会（Professional Bowlers Association）に所属し、現在まで35回のタイトルをとり、賞金約270万ドル獲得している。自らを「パーフェクトスウィング」と称しているほどである。正確な左投げと、完璧なボールのラインから手本としているボウラーも多く、日本でもとても人気のある選手である。
2002年、金城武・黒木瞳主演の日本テレビ系のテレビドラマ『ゴールデンボウル』に対戦相手（フランク・キャッシュ）役でもゲスト出演した。わざとスプリットを残す世界チャンピオン役であった。

## 栄誉
- PBA殿堂（2000年）
- USBC殿堂（2007年）
- PBA最優秀選手（1997、2001-02）